# Prospalta innubila
Prospalta innubila är en fjärilsart som beskrevs av W. Warren 1913. Prospalta innubila ingår i släktet Prospalta och familjen nattflyn. Inga underarter finns listade i Catalogue of Life.